# Bathydrilus paramunitus
Bathydrilus paramunitus är en ringmaskart som beskrevs av Erséus och Wang 2003. Bathydrilus paramunitus ingår i släktet Bathydrilus och familjen glattmaskar. Inga underarter finns listade i Catalogue of Life.